# Канада на летних Олимпийских играх 2008
Канада приняла участие в летних Олимпийских играх 2008 года в Пекине, Китайской Народной Республике в Августе 2008 года, отправив 332 спортсмена в 25 видах спорта из 28. Канада не посылала команды гандбола, волейбола и баскетбола. Канадские спортсмены принимали участие во всех летних Олимпийских играх с 1900 года, кроме Олимпийских игр 1980 года в Москве вследствие Олимпийского бойкота.
Олимпийский комитет Канады поставил цель для спортсменов закончить соревнования на 16 месте по количеству медалей.
Впервые спортсмены получат денежное вознаграждение за выигранные медали. Золотой медалист получит 20,000 КАД, серебряный медалист получит 15,000 КАД и бронзовый медалист получит 10,000 КАД.

## Медали
| Медаль  | Спортсмен | Спорт                | Дисциплина                             |
| ------- | --- | -------------------- | -------------------------------------- |
| Золото  | Карол Хвин | Вольная борьба       | до 48 кг, женщины                      |
| Золото  | Кевин Лайт, Бен Ратледж, Эндрю Бирнс, Джейк Ветцель, Малкольм Ховард, Доминик Сейтерль, Адам Крик, Кайл Хэмилтон и Брайан Прайс (рулевой) | Академическая гребля | Восьмёрка, мужчины                     |
| Золото  | Эрик Ламаз | Конный спорт         | Индивидуальный конкур                  |
| Серебро | Дэвид Колдер и Скотт Франдсен | Академическая гребля | Двойка распашная без рулевого, мужчины |
| Серебро | Карен Кокбёрн | Гимнастика           | Прыжки на батуте, женщины              |
| Серебро | Мак Коун, Эрик Ламаз, Иан Миллар и Джил Хенселвуд                                                                                         | Конный спорт         | Команднный конкур                      |
| Серебро | Саймон Уитфилд | Триатлон             | мужчины                                |
| Серебро | Джейсон Бёрнетт | Гимнастика           | Прыжки на батуте, мужчины              |
| Серебро | Александр Депати | Прыжки в воду        | Трамплин, мужчины                      |
| Серебро | Эмиль Хейманс | Прыжки в воду        | Вышка, женщины                         |
| Серебро | Карин Сергери | Тхэквондо            | до 67 кг, женщины                      |
| Серебро | Адам ван Куверден | Гребля на байдарках  | Байдарки-одиночки, 500 м, мужчины      |
| Бронза  | Тоня Вербик | Вольная борьба       | до 55 кг, женщины                      |
| Бронза  | Райан Кокрейн | Плавание             | 1500 м вольным стилем, мужчины         |
| Бронза  | Мелани Кок и Трейси Кэмерон | Академическая гребля | Парные двойки, лёгкий вес, женщины     |
| Бронза  | Иан Брамбелл, Джон Бир, Майк Льюис и Лиам Парсонс                                                                                         | Академическая гребля | Четвёрки, лёгкий вес, мужчины          |
| Бронза  | Присцилла Лопес-Шлип | Лёгкая атлетика      | 100 м с барьерами, женщины             |
| Бронза  | Томас Холл | Гребля на каноэ      | Каноэ-одиночки, 1000 м, мужчины        |

| Медали по дням | Медали по дням | Медали по дням | Медали по дням | Медали по дням | Медали по дням | Медали по дням |
| -------------- | -------------- | -------------- | -------------- | -------------- | -------------- | -------------- |
| День           | Дата           |                |                |                | Итого          |                |
| День 0         | 8 августа      | —              | —              | —              | —              |                |
| День 1         | 9 августа      | 0              | 0              | 0              | 0              |                |
| День 2         | 10 августа     | 0              | 0              | 0              | 0              |                |
| День 3         | 11 августа     | 0              | 0              | 0              | 0              |                |
| День 4         | 12 августа     | 0              | 0              | 0              | 0              |                |
| День 5         | 13 августа     | 0              | 0              | 0              | 0              |                |
| День 6         | 14 августа     | 0              | 0              | 0              | 0              |                |
| День 7         | 15 августа     | 0              | 0              | 0              | 0              |                |
| День 8         | 16 августа     | 1              | 1              | 1              | 3              |                |
| День 9         | 17 августа     | 1              | 0              | 3              | 4              |                |
| День 10        | 18 августа     | 0              | 2              | 0              | 2              |                |
| День 11        | 19 августа     | 0              | 3              | 1              | 4              |                |
| День 12        | 20 августа     | 0              | 0              | 0              | 0              |                |
| День 13        | 21 августа     | 1              | 1              | 0              | 2              |                |
| День 14        | 22 августа     | 0              | 1              | 1              | 2              |                |
| День 15        | 23 августа     | 0              | 1              | 0              | 1              |                |
| День 16        | 24 августа     | 0              | 0              | 0              | 0              |                |
| Всего          |                | 3              | 9              | 6              | 18             |                |

## Результаты соревнований

### Академическая гребля
В следующий раунд из каждого заезда проходили несколько лучших экипажей (в зависимости от дисциплины). В финал A выходили 6 сильнейших экипажей, остальные разыгрывали места в утешительных финалах B-F.
Мужчины
| Соревнование | Спортсмены                  | Предварительный заезд | Предварительный заезд | Предварительный заезд | Отборочный заезд | Отборочный заезд | Отборочный заезд | Четвертьфинал | Четвертьфинал | Четвертьфинал | Полуфинал | Полуфинал | Полуфинал | Финал   | Финал   | Итоговое место |
| Соревнование | Спортсмены                  | Заезд                 | Время                 | Место                 | Заезд            | Время            | Место            | Заезд         | Время         | Место         | Заезд     | Время     | Место     | Время   | Место   | Итоговое место |
| ------------ | --------------------------- | --------------------- | --------------------- | --------------------- | ---------------- | ---------------- | ---------------- | ------------- | ------------- | ------------- | --------- | --------- | --------- | ------- | ------- | -------------- |
| двойки       | Дэвид Колдер Скотт Франдсен | 1                     | 6:54,88               | 3 Q                   | не участвовали   | не участвовали   | не участвовали   | не проводится | не проводится | не проводится | 1         | 6:34,02   | 1 Q       | Финал A | Финал A | 2              |
| двойки       | Дэвид Колдер Скотт Франдсен | 1                     | 6:54,88               | 3 Q                   | не участвовали   | не участвовали   | не участвовали   | не проводится | не проводится | не проводится | 1         | 6:34,02   | 1 Q       | 6:39,55 | 2       | 2              |

### Стрельба из лука
Женщины
| Соревнование              | Спортсмен      | Квалификация | Квалификация | 1/32 финала                                     | 1/16 финала                     | 1/8 финала            | 1/4 финала            | Полуфинал             | Финал                 | Место |
| Соревнование              | Спортсмен      | Результат    | Место        | Соперник Результат                              | Соперник Результат              | Соперник Результат    | Соперник Результат    | Соперник Результат    | Соперник Результат    | Место |
| ------------------------- | -------------- | ------------ | ------------ | ----------------------------------------------- | ------------------------------- | --------------------- | --------------------- | --------------------- | --------------------- | ----- |
| Индивидуальное первенство | Мари-Пьер Боде | 628          | 34           | Дола Банерджи (IND) (31) поб. 109 (10): (8) 109 | Юн Ок Хи (KOR) (2) поб. 107:114 | Завершила выступление | Завершила выступление | Завершила выступление | Завершила выступление | 20    |